# Турецька стрільба з лука

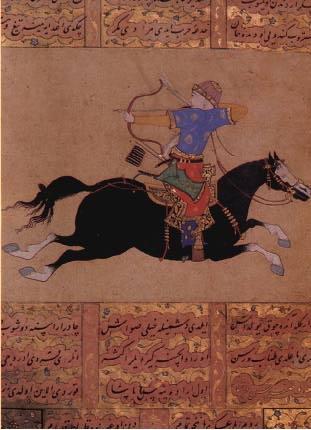
Османський кінний стрілець

Турецька стрільба з лука — традиція стрільби з лука, яка набула особливого поширення за часів Османської імперії, хоча її витоки сягають Євразійського степу у другому тисячолітті до н. е.
Традиційна турецька стрільба з лука була внесена до Представницького списку нематеріальної культурної спадщини людства Міжурядовим комітетом з охорони нематеріальної культурної спадщини ЮНЕСКО у 2019 році.

## Історія

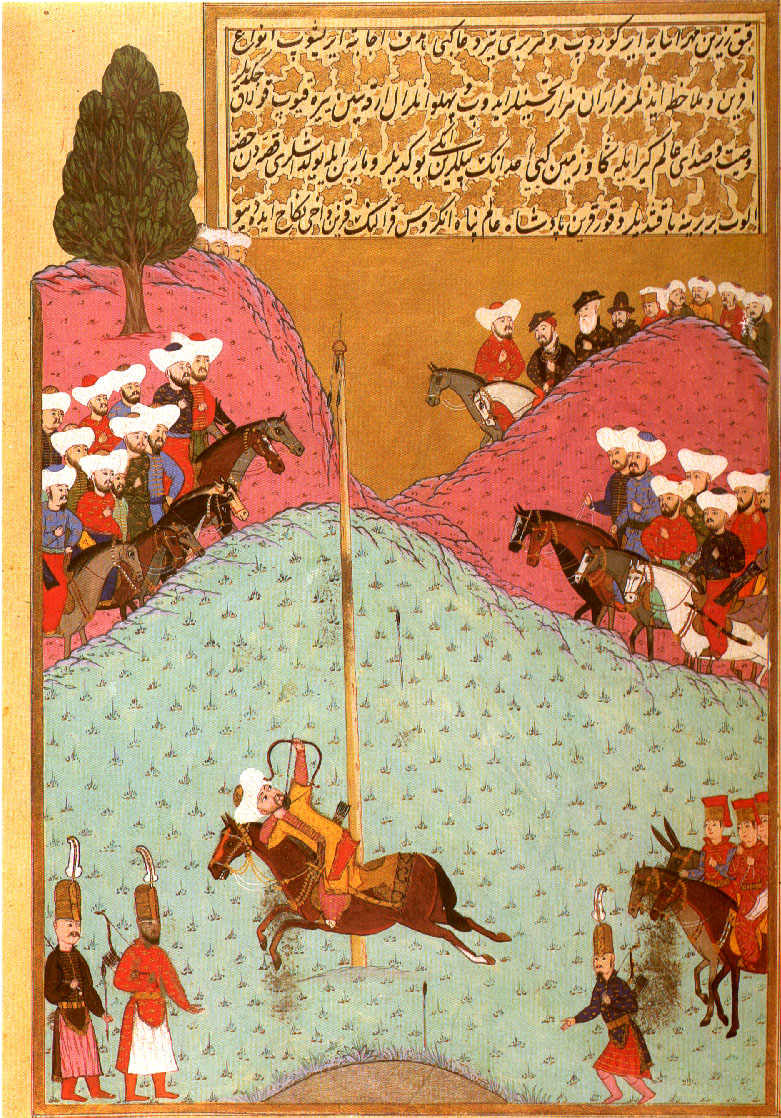
Султан Мурад II на практиці стрільби з лука

Від занепаду бойової стрільби з лука після битви при Лепанто практикувались переважно спортивні змагання зі стрільби з лука, а турецькі стрільці спеціалізувалися виключно на луках, які були ефективними при стрільбі легкими стрілами. Бойова стрільба з лука поступово занепадала аж до початку правління Махмуда II, який доклав великих зусиль для її відродження. Він також наказав своєму учню зі стрільби з лука Мустафі Кані написати книгу про історію, будівництво та використання цих луків. Більшість з того, що зараз відомо про турецькі змагання бойової стрільби з лука написано саме ним.
У 1794 році на полі за межами Лондона секретар посла Туреччини застосував турецький лук і стрілу, щоб зробити постріл на відстань 415 ярдів, частково проти вітру, і 482 ярди за вітром. Він тоді повідомив, що на рівнині поблизу Константинополя були розташовані стовпи на відстані 800 ярдів, це був максимальний рекорд, досягнутий турецькими луками та стрілами в давнину.
Після смерті Махмуда II у 1839 р. бойове мистецтво турецьких стрільців було втрачено. Однак відновилося дещо пізніше..
Протягом багатьох років про значимість і вагомість турецьких луків можна було дізнатися лише з історичних записів.
У 1910 році було проведено змагання з лука на пляжі в Ле Туке, Франція, де Інго Саймон зміг послати стрілу на відстань 434 м, використовуючи старий турецький складений лук, що вимагав сили 440N або 99 фунтів.

## Обладнання

### Турецький лук
Турецький лук — це складений лук, що використовувався в Османській імперії. Конструкція схожа на інші класичні азійські композитні луки з дерев'яним стрижнем (клен був найбажанішим), рогом тварини і сухожиллям спереду, закріпленим тваринним клеєм. Однак турецький лук має декілька особливостей. Викривлення, як правило, більш екстремальне, коли лук не розв'язаний, при цьому кінцівки загинаються вперед у формі літери «С». З деякими бантами жорсткі кінчики кінцівок («касан») навіть торкаються. Область зчеплення не заглиблена, як у інших азійських луків, і досить плоска на животі, в той час як передня частина захоплення випинається назовні.
Драматична кривина турецьких луків дуже відрізняє їх від прямих луків, що зустрічаються в Європі. У Туреччині є давня приказка, що існує «120 способів нанизувати лук», хоча найпоширеніші методи передбачають сидіння на землі з притиснутими до обхвату ногами. Важкі банти зазвичай вимагають використання довгого петлевого ремінця, щоб відтягнути кінцівки назад і утримувати їх, поки натягується тятива.

### Зігір

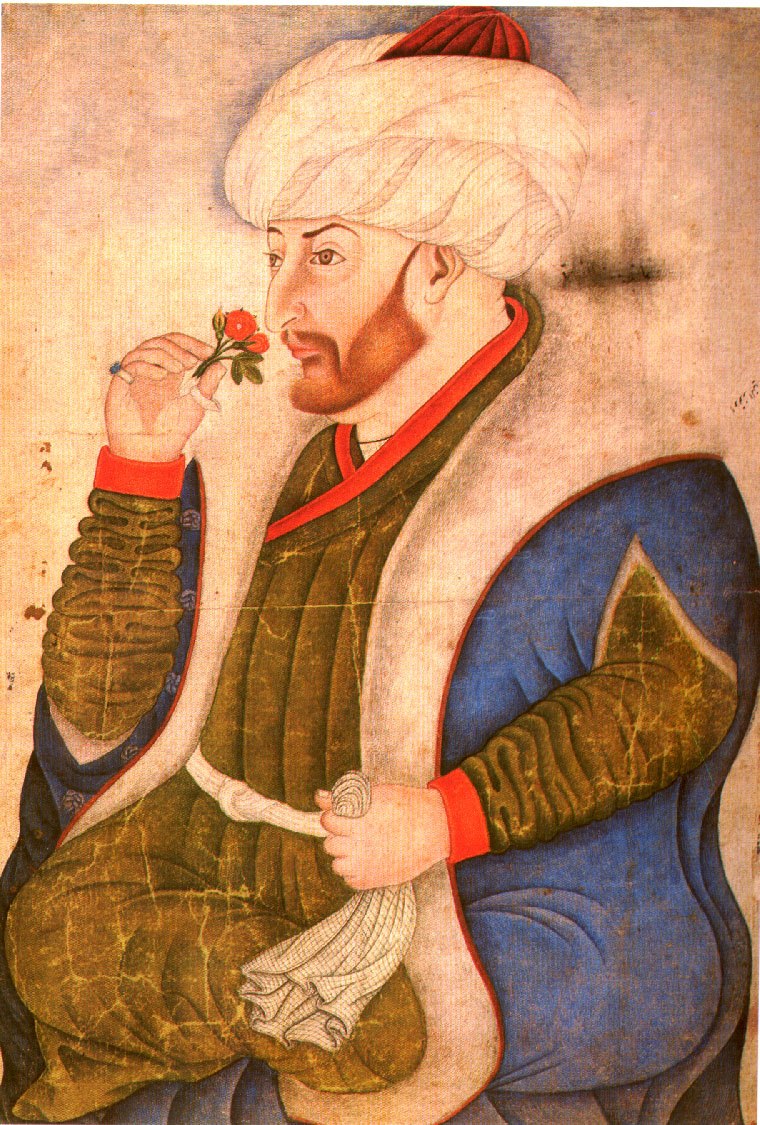
Мехмед Завойовник із зиггіром на правій руці

Зігір — турецьке слово для кільця для великого пальця, яке використовується для натягування лука в Османській імперії. Кільця для великого пальця виготовлялися з дерева, металу, слонової кістки, рогу чи шкіри. Ці каблучки означали, що людина, яка їх носила, була воїном. З часом вони стали символом престижу в османському суспільстві, а деякі пізніші приклади мають стільки орнаментів на поверхні, з яких ковзає струна, що їх неможливо було використати для стрільби. Зразки кілець які вціліли до нашого часу часто виготовлялися з дорогоцінних металів і рясно прикрашені. Деякі вирізані з дорогоцінних каменів.

### Сіпер і Маджра
Сіпер і Маджра - це пристрої, які використовуються для просування стріл повз передню кінцівку лука, де стріла зазвичай опирається. Сіпер — це тип полки, прив'язаний до лукової руки лучника, який дозволяє стрільцеві використовувати стрілу на кілька сантиметрів коротшу (і, отже, легшу), щоб отримати максимальну силу пострілу. Їх найчастіше використовують для того, щоб досягти максимальної відстані пострілу. Маджра — це тонкий шматок дерева з прорізаним у ньому каналом і невеликою петлею для руки, яка утримує лук. Пристрій дозволяє лучнику відтягувати стрілки назад, набагато коротші, ніж були призначені для лука. Серед істориків виникають дискусії, чи цей пристрій був розроблений для швидкісної стрільби, яка б не давала ворогу можливості стріляти у відповідь чи цей засіб давав можливість повторного використання стріл, випущених китайськими арбалетчиками. У сучасних змаганнях цей засіб в основному використовуються в спортивній стрільбі з лука, щоб використовувати короткі стріли, з метою зменшення ваги.

## Техніка
Як і багато інших східних стилів стрільби з лука, в турецькій стрільбі з лука використовується великий палець. Цей захват запобігає переміщенню стріли, якщо лучник знаходиться на коні та/або стріляє під незвичним кутом.
Турецькі лучники розробили кілька унікальних прийомів стрільби в бою. Одним з них була практика закріплення декількох стріл між пальцями стріляючої руки, що дозволяло швидко повторювати постріл. Ще одна техніка передбачала стріляння з лука, коли рука тягнеться за головою, щоб стріляти під крутим кутом вниз. Це було використано для ведення вогню з верхніх стін вниз по ворожим військам.